# Lorbeerblättriger Schneeball

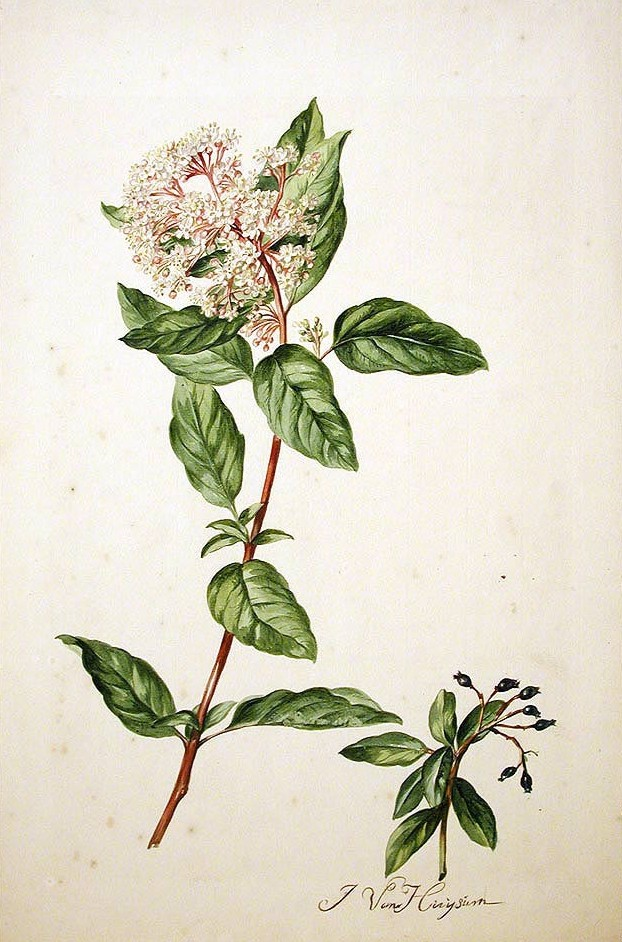
Illustration

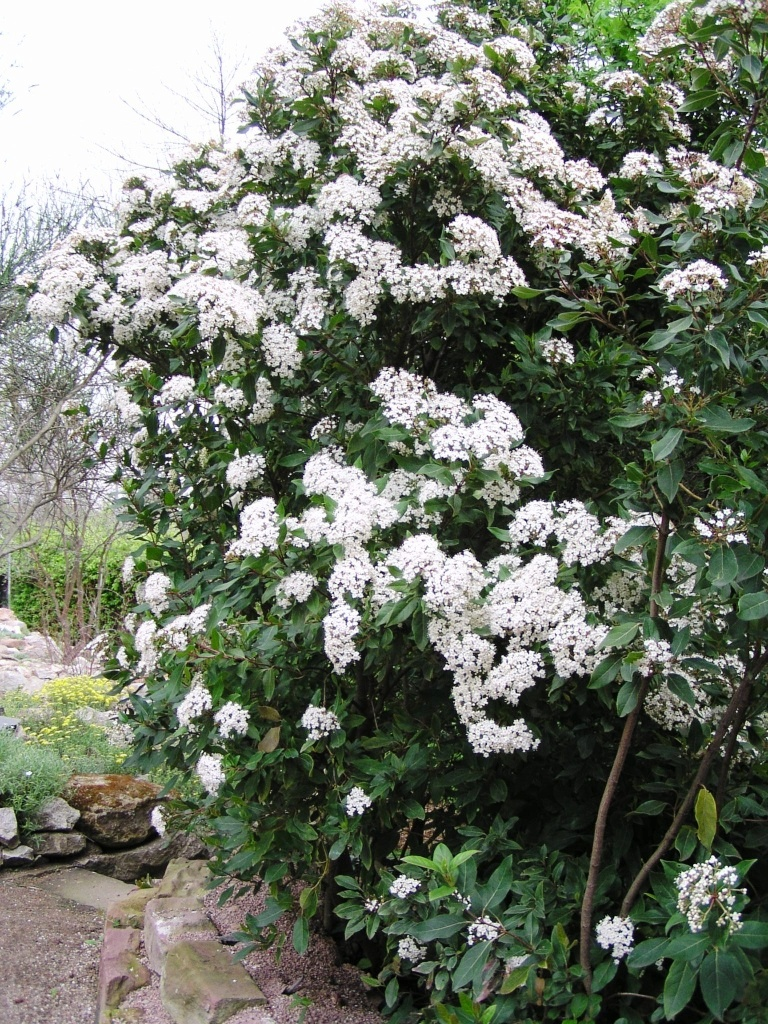
Habitus mit Laubblättern und Blütenständen

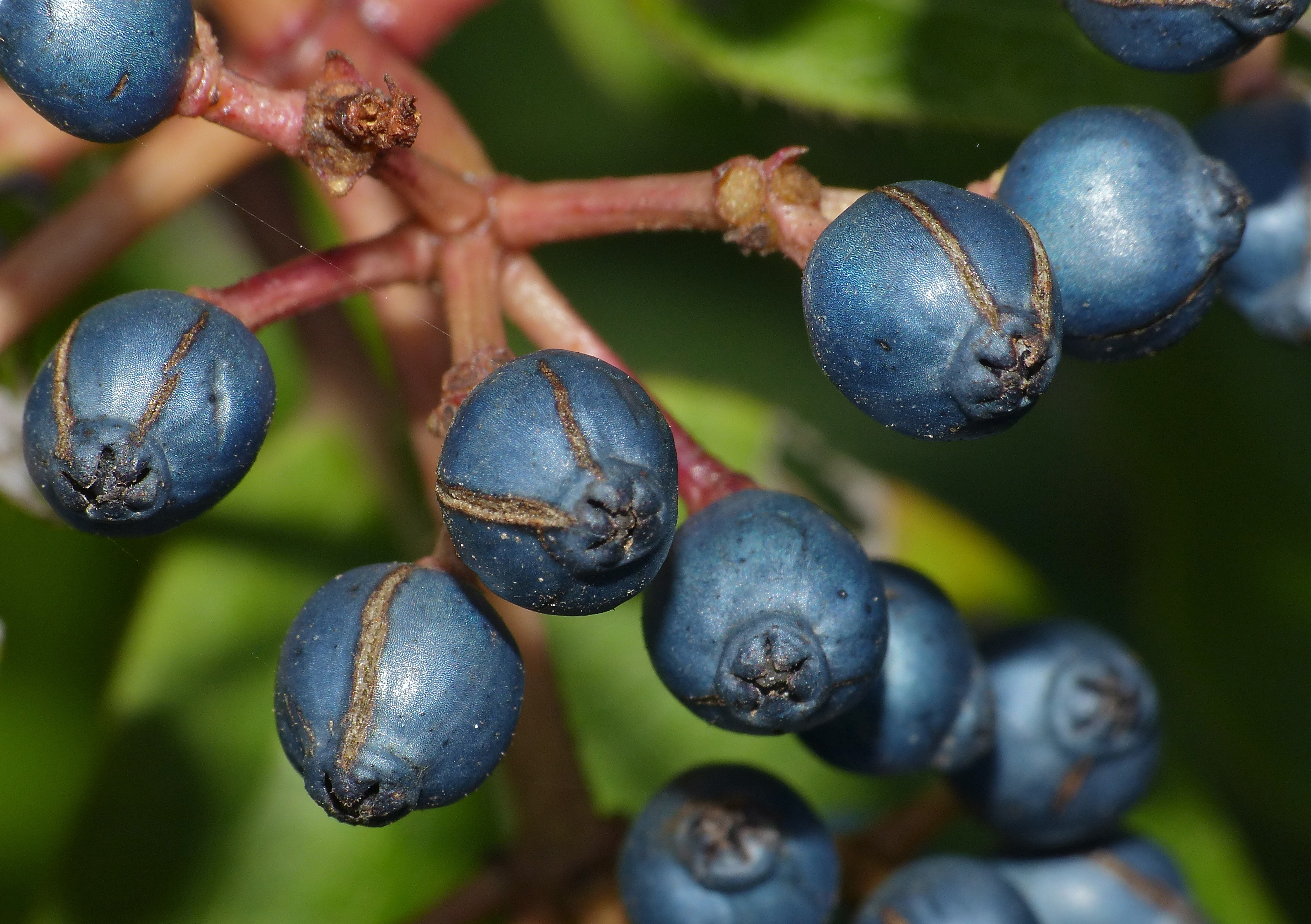
Reife Steinfrüchte

Der Lorbeerblättrige Schneeball (Viburnum tinus), auch Lorbeerschneeball, Immergrüner Schneeball oder Mittelmeer-Schneeball genannt, ist eine Pflanzenart in der Gattung Schneeball (Viburnum) innerhalb der Familie der Moschuskrautgewächse (Adoxaceae).

## Beschreibung
Der Lorbeerblättrige Schneeball ist ein immergrüner Strauch oder kleiner Baum, der Wuchshöhen von bis zu 3,5 Meter erreicht. Die gegenständig angeordneten Laubblätter sind einfach, ledrig und eiförmig bis elliptisch. Die Blattoberseite ist glänzend dunkelgrün und die Blattunterseite ist drüsig behaart. Der Blattrand ist glatt.
Alle Blüten, die in einem, flachen, trugdoldigen Blütenstand zusammen stehen, sind fertil. Die duftenden Blüten sind zwittrig und fünfzählig. Die fünf Kelchblätter sind verwachsen. Die fünf Kronblätter sind röhrig verwachsen mit ausgebreiteten abgerundeten Kronlappen und in der Knospe rosa, später weiß. Es ist nur ein Kreis mit fünf Staubblättern vorhanden. Der Griffel ist kurz. Die winterliche Blütezeit reicht von November bis April. Die Bestäubung erfolgt durch Insekten.
Die einsamigen Steinfrüchte sind bei Reife bläulich-schwarz.

## Verbreitung
Viburnum tinus ist im gesamten Mittelmeerraum, auf den Azoren und Kanaren verbreitet und auf den Britischen Inseln eingebürgert.
Die Pflanzen sind in Mitteleuropa bedingt winterhart (WHZ 7 bis 8a), gedeihen aber durchaus im Freiland mit Weinbauklima.

## Geschichte
Plinius erwähnte „Tinus“ als eine Art Lorbeer („bacae caerulae“). Hieronymus Bock bezeichnet „Tinus“ als „Wild Lorbeerbaum“ oder sonst als „Laurus Agria/Aria“. Auch Rembert Dodoens nannte den Lorbeerblättrigen Schneeball „Wilde Laurus-boom, Laurus sylvestris“. Bis weit in das 17. Jahrhundert hinein wurde die Art wegen ihrer immergrünen, ledrigen, glänzenden, ganzrandigen Laubblätter und ihrer metallisch glänzenden Früchte dem Lorbeer zugerechnet.

## Systematik
Der Artname Viburnum tinus wurde 1753 von Carl von Linné in Species Plantarum, 1, S. 267 erstveröffentlicht. Das Artepitheton tinus beruht aufgrund älterer Benennung seit Plinius bis ins 17. Jahrhundert auf dem lateinischen Wort tinus für „Steinlorbeer“.
Man kann drei Unterarten unterscheiden:
- Viburnum tinus L. subsp. tinus: Sie kommt in Marokko, Algerien, Tunesien, Libyen, Spanien, Portugal, Frankreich, Mallorca, Korsika, Sardinien, Sizilien, Italien, Slowenien, Albanien, Griechenland, Kreta, in der Ägäis, in der Türkei, im Gebiet von Libanon und Syrien und im Gebiet von Jordanien und Israel vor.[4]
- Viburnum tinus subsp. rigidum (Vent.) P. Silva (Syn.: Viburnum rigidum Vent.): Sie kommt auf den Kanaren vor.[4] Die Chromosomenzahl ist 2n = 18.[10]
- Viburnum tinus subsp. subcordatum (Trel.) P. Silva (Syn.: Viburnum tinus var. subcordatum Trel.): Sie kommt auf den Azoren und in Portugal vor.[4]

## Nutzung
Der Lorbeerblättrige Schneeball wird gern als immergrüne Zierpflanze in Parks und Gärten oder als Kübelpflanze genutzt.

### Sorten
Es wurden einige Sorten von Gärtnern ausgelesen (Auswahl):
- 'Eva Price': dichter, kompakter als die Art
- 'Exbury Form': ähnlich wie 'Lucidum', aber frosthärter als diese
- 'French White': starker Wuchs und weiße Blüten in großen Ständen
- 'Gwenllian': kompakter Wuchs, Blüten zahlreich
- 'Little Bognor': Blüten erscheinen bereits ab August, recht winterhart
- 'Lucidum': starker Wuchs, frostempfindlich
- 'Pink Prelude': weiße Blüten, später hellrosa bis tiefrosa
- 'Purpureum': junge Blätter purpurgrün, später dunkelgrün, purpurn getönt
- 'Spirit': reichblühend, Blüten und Früchte manchmal gleichzeitig
- 'Spring Boquet': kompakter Wuchs mit bräunlich grünen Blättern im Austrieb
- 'Variegatum': rahmweiß bis cremegelb gerandete Blätter, frostempfindlich

## Quelle
- Rubina Akhter: Viburnum tinus in der Flora of Pakistan: Online. (Abschnitt Beschreibung)
- Andreas Bärtels: Enzyklopädie der Gartengehölze, Ulmer Verlag, Stuttgart 2001, ISBN 3-8001-3198-6, S. 230.
- Dericks-Tan, Vollbrecht: Auf den Spuren der Wildfrüchte in Europa. Abadi-Verlag 2009, ISBN 978-3-00-021129-4, S. 259